# Macierze Reesa
Macierze Reesa – obiekty matematyczne ważne w teorii półgrup. Zostały wprowadzone przez Davida Reesa w 1940 roku. Znajdują one zastosowanie przy charakteryzacji półgrup całkowicie 0-prostych, którą daje twierdzenie Reesa.

## Niezbędne pojęcia
Niech {\displaystyle I} i {\displaystyle \Lambda } będą zbiorami oraz niech {\displaystyle G} będzie grupą. Określimy półgrupę {\displaystyle G^{0}} w następujący sposób. Niech {\displaystyle 0\notin G.} Oznaczamy {\displaystyle G^{0}=G\cup \{0\}} i dla dowolnych {\displaystyle a,b\in G^{0}} określamy działanie {\displaystyle \cdot } za pomocą formuły
{\displaystyle a\cdot b={\begin{cases}ab,&{\mbox{ jeśli }}a,b\in G,\\0,&{\mbox{ w przeciwnym wypadku,}}\end{cases}}}
gdzie {\displaystyle ab} oznacza iloczyn {\displaystyle a} przez {\displaystyle b} w grupie {\displaystyle G.} Parę {\displaystyle (G^{0},\cdot )} nazywamy grupą z zerem. Działanie {\displaystyle \cdot } jest łączne, więc {\displaystyle G^{0}} jest półgrupą. W dalszym ciągu nie będziemy rozróżniać między {\displaystyle \cdot } a mnożeniem w {\displaystyle G.}
Dowolne przekształcenie {\displaystyle A:I\times \Lambda \longrightarrow G^{0}} nazywamy {\displaystyle I\times \Lambda }-macierzą nad {\displaystyle G^{0}.} Wartość pary {\displaystyle (i,\lambda )\in I\times \Lambda } przy przekształceniu {\displaystyle A} oznaczamy symbolem {\displaystyle a_{i\lambda }}

## Definicja
{\displaystyle I\times \Lambda }-macierz {\displaystyle A} nad grupą z zerem {\displaystyle G^{0}} nazywamy {\displaystyle I\times \Lambda }-macierzą Reesa nad {\displaystyle G^{0},} jeżeli w zbiorze {\displaystyle I\times \Lambda } istnieje dokładnie jedna para {\displaystyle (i,\lambda ),} taka że {\displaystyle a_{i\lambda }=g\in G.} Przyjmujemy oznaczenie {\displaystyle (g)_{i\lambda }=A.}

## Półgrupy macierzy Reesa
Niech {\displaystyle P} będzie dowolną {\displaystyle \Lambda \times I}-macierzą nad półgrupą z zerem {\displaystyle G^{0}.} Na zbiorze wszystkich {\displaystyle I\times \Lambda }-macierzy Reesa nad {\displaystyle G^{0}} definiuje się działanie {\displaystyle \odot } w następujący sposób
{\displaystyle (g)_{i\lambda }\odot (h)_{j\mu }=(gp_{\lambda j}h)_{i\mu }}
dla dowolnych {\displaystyle g,h\in G,} {\displaystyle i,j\in I} i {\displaystyle \lambda ,\mu \in \Lambda .} Działanie {\displaystyle \odot } jest łączne, zatem zbiór wszystkich {\displaystyle I\times \Lambda }-macierzy nad Reesa {\displaystyle G^{0}} z działaniem {\displaystyle \odot } jest półgrupą. Oznaczamy ją symbolem {\displaystyle {\mathcal {M}}^{0}(G;I,\Lambda ;P).}
Mówimy, że {\displaystyle \Lambda \times I}-macierz {\displaystyle P} jest regularna, jeżeli
- dla każdego {\displaystyle \lambda \in \Lambda } istnieje {\displaystyle i\in I,} takie że {\displaystyle p_{\lambda i}\in G,}
- dla każdego {\displaystyle i\in I} istnieje {\displaystyle \lambda \in \Lambda ,} takie że {\displaystyle p_{\lambda i}\in G.}

Okazuje się, że {\displaystyle {\mathcal {M}}^{0}(G;I,\Lambda ;P)} jest półgrupą regularną wtedy i tylko wtedy, gdy {\displaystyle P} jest regularna.